# 石井町立石井中学校
石井町立石井中学校（いしいちょうりつ いしいちゅうがっこう）は、徳島県名西郡石井町高川原字高川原125番地1に所在する公立中学校。藍畑中学校、高川原中学校、旧石井中学校の3校が統合し創立。2008年で創立50周年を迎えた。2009年に学校版環境ISO取得。通称「石中（いしちゅう）」。

## 概要
石井町に２つある中学校のうちの一つ。石井町立石井小学校、石井町立藍畑小学校、石井町立高川原小学校の生徒が進学する。
- 校地 - 25,630m2
- 校舎 - 9,827m2
- 運動場 - 13,000m2
- 鉄筋コンクリート4F建て延面積 - 9,827.34m2
- 校区 - 石井町立石井小学校、石井町立高川原小学校、石井町立藍畑小学校

### 生徒数（2020年4月）
- 第1学年 　男子67,女子83　 計150
- 第2学年　 男子67,女子71　 計138
- 第3学年　 男子73,女子66　 計139
- 合計 　男子207,女子220　 計427

### 付属する建物等
- 体育館(一部2F建て)バレーコート2面分、バスケットコート1面分
- 武道館(柔道場、剣道場併用)
- 50mプール(7コース分)※現在使用不可
- テニスコート4面
- 駐輪場(約600台収容可能)

### 校舎内概要
1F
東館北棟
会議室(2)
東館南棟
給食室、記念室、3年1組、3年2組、総合教室
- 多目的ホール

西館南棟
保健室、図書室、相談室、8組
別館
体育館、武道館
- ピロティー

2F
東館北棟
被服室、調理室
東館南棟
校長室、職員室（AED設置）、給食室
- 職員下駄箱、3年1組・3年2組・2年1組・2年2組・2年3組・2年4組下駄箱

西館北棟
部室　※現在使用不可
西館南棟
放送室、進路相談室、3年3組、3年4組、総合教室
- 3年3組・3年4組・1年1組・1年2組・1年3組・1年4組・1年5組下駄箱

別館
卓球場
- 玄関ホール

3F
東館北棟
理科室(2)、コンピューター室
西館北棟
技術室（木工、金工）
南棟
2年1組、2年2組、2年3組、2年4組、給食室、総合教室(3)、和室、LL教室

4F
西館北棟
音楽室(2)、生徒会室
南棟
1年1組、1年2組、1年3組、1年4組、1年5組、総合教室、給食室、美術室(2)、7組

## 沿革

### 藍畑中学校
- 位置　徳島県名西郡石井町藍畑字東覚円671
- 校地面積　1,860坪（小学校と併用）

年表
- 昭和22年4月　創立
- 昭和23年7月　藍畑村PTA設立
- 昭和23年10月　南側新校舎落成 90坪
- 昭和24年1月　中学校西側に運動場新設 960坪
- 昭和25年2月　講堂新築落成 192坪
- 昭和27年5月　電話架線（石井局七六）
- 昭和27年11月　藍畑村教育委員会発足
- 昭和29年5月　保健室及び便所の新築
- 昭和30年4月　名西里分5か町村合併により徳島県名西郡石井町藍畑中学校と校名改称
- 昭和33年4月　石井中学校へ統合

### 高川原中学校
- 位置　徳島県名西郡石井町高川原字地主1045の1
- 校地面積　1,492坪

年表
- 昭和22年10月6日　徳島県青年師範学校生徒約20名 長期教育実習に来る。
- 昭和23年4月10日　新校舎4教室その他付属建築物完成
- 昭和26年1月20日　名西郡PTA連合会指定発表
- 昭和26年3月3日　県同和教室指定校並びに同和教育経営発表
- 昭和26年11月28日　県同和教育研究発表会会場校として同和教育経営発表
- 昭和33年4月1日　石井中学校へ統合

### 石井中学校
- 位置　徳島県名西郡石井町石井字井之元1191の1(現在の所在地：徳島県名西郡石井町高川原字高川原125-1)
- 校舎　石井小学校に併設(現在は独立)

年表
- 昭和23年6月25日　木造平屋建一棟4教室並びに便所増築
- 昭和24年5月19日　木造平屋建2教室増築
- 昭和29年2月23日　石井町喜来の校舎に移転、独立校舎となる。
- 昭和29年5月18日　教室その他6棟、545,6坪 総工費1,600万円
- 昭和29年12月5日　校旗樹立式 同窓会員寄贈
- 昭和30年1月2日　町民の勤労奉仕による校地の整備と植樹、校舎増築、敷地3,942坪
- 昭和30年3月14日　新校舎落成式
- 昭和33年3月31日　統合中学校設立にともない発展的に廃校
- 昭和33年3月　第一期工事（北校舎）完成 落成式挙行(1,377.7m2)
- 昭和33年4月1日　旧石井中学校、高川原中学校、藍畑中学校を統合し、徳島県名西郡石井町石井中学校として創立
- 昭和33年4月7日　開校式挙行
- 昭和34年1月30日　第二期工事（南校舎）完成 落成式挙行(2,044.8m2)
- 昭和34年3月10日　第1回卒業式 卒業生312名
- 昭和34年8月16日　文部省より、産業教育振興法による指定を受ける。
- 昭和35年2月11日　第三期工事(体育館)落成 開館式挙行(739.2m2)
- 昭和35年8月23日　第四期工事完成(297.3m2)
- 昭和35年10月20日　全校放送設備完成
- 昭和39年1月15日　第五期工事完成(7,069.4m2 運動場拡張)
- 昭和39年6月12日　バックネット建設工事完成
- 昭和39年11月23日　石井町合併10周年記念行事に参加 各種展覧会を行う。
- 昭和40年11月6日　四国中学校造形教育研究大会会場となる。
- 昭和41年2月25日　二戸中学校より寄贈の樹木を植樹し二戸園と命名
- 昭和42年4月1日　特殊学級開設
- 昭和42年11月5日　石井中学校創立20周年 統合10周年記念式典挙行
- 昭和48年8月12日　四国中学校総合体育大会（香川）において陸上競技女子総合の部優勝
- 昭和48年9月1日　運動場の夜間照明施設完成
- 昭和48年10月10日　運動場南側の迂回道路完成
- 昭和49年1月8日　校内放送設備更新工事完成
- 昭和50年3月31日　運動場南側フェンス完成(130m)
- 昭和50年3月31日　運動部部室完成(8室)
- 昭和50年4月15日　第17回創意工夫育成功労学校として科学技術庁長官賞
- 昭和50年6月6日　県教委研究指定校(学習指導の改善)
- 昭和50年11月22日　第8回四国造形教育研究大会
- 昭和51年6月6日　県教委研究指定校として発表(学び方を育てる学習指導法の改善)
- 昭和51年9月21日　交通安全優良校として県表彰
- 昭和52年3月13日　相撲場完成
- 昭和52年3月16日　卒業記念に藤の植樹及び藤の棚建設
- 昭和52年8月20日　体育館横にシャワー室完成
- 昭和52年11月22日　創立30年・統合20年記念事業・記念式典挙行
- 昭和53年5月1日　文部省生徒指導研究指定校
- 昭和53年5月10日　教育相談室設置
- 昭和53年7月14日　プール建設
- 昭和54年3月17日　校訓「和」の碑建立
- 昭和54年11月20日　文部省指定研究発表
- 昭和56年3月18日　武道館完成
- 昭和56年5月1日　文部省格技指導推進指定校
- 昭和57年1月22日　交通安全教育優良校表彰
- 昭和57年8月30日　生徒用便所東西両棟改造完了
- 昭和58年4月18日　給食開始
- 昭和61年9月13日　校舎改築期成同盟会結成
- 昭和61年11月28日　学校給食優良校表彰
- 昭和63年2月22日　新体育館起工式
- 昭和63年10月20日　新体育館完成・開館式挙行
- 平成元年7月20日　仮校舎へ移転
- 平成元年7月29日　「お別れ校舎」式典挙行
- 平成元年9月9日　校舎改築工事起工式
- 平成2年4月1日　文部省同和教育研究指定校
- 平成2年11月9日　新校舎へ移転
- 平成3年1月21日　新校舎完成落成式挙行
- 平成3年11月7日　文部省指定同和教育研究発表会
- 平成4年2月11日　県体育協会スポーツ奨励賞
- 平成4年2月16日　県ライオンズクラブスポーツ賞
- 平成4年6月19日　県PTA連合会より表彰
- 平成4年8月9日　全国教職員相撲選手権大会会場
- 平成5年10月25日　国民体育大会相撲会場(~28日)天皇行幸
- 平成6年3月31日　野球・ソフト防御ネット完成
- 平成6年12月27日　全国駅伝大会出場
- 平成7年7月9日　NHKのど自慢大会会場
- 平成8年8月4日　テニス練習ボード修理完成
- 平成11年11月27日　全国人権同和教育研究大会実践発表
- 平成11年12月11日　全国人権作文コンテスト優秀校
- 平成15年10月19日　全国健康福祉祭徳島大会 薙刀の部会場
- 平成19年10月31日　校舎内外トイレ改修工事(～12月1日)
- 平成19年11月3日　第22回国民文化祭会場
- 平成20年2月2日　50周年記念講演会
- 平成20年7月23日　教諭が不祥事を起こし徳島県警に逮捕される(公然わいせつ罪)(罰金刑、60万円の略式起訴)
- 平成21年2月27日　学校版環境ISO認定校となる。(~平成24年度)
- 平成21年11月1日　第66回科学経験発表会において特選

## 服装について
- 男子
  - 冬服：標準服（ズボンは自然なストレート）
  - 夏服：上着は白半袖シャツ（ズボンは自然なストレート）
- 女子 
  - 冬服：指定のセーラー服（白えり）、ひだスカート、三角ネクタイ
  - 夏服：指定のブラウス、ひだスカート、棒ネクタイ

かつて、校名の入った腕章を制服の上から付けさせていた時期があった。
2010年度より男女の半袖体操服（上着）が改良され、それと同時に統一される。

## 部活動
運動部
- 野球部(男)
- サッカー部(男)
- ソフトテニス部(男・女)
- 陸上部(男・女)
- 卓球部(男・女)
- バレー部(女)
- バスケットボール部(男・女)
- 水泳部(男・女)
- 相撲部(男)
- 柔道部(男・女)
- 剣道部(男・女)

文化部
- 吹奏楽部(男・女)
- 華道部(女)
- 美術部(男・女)
- 邦楽部(女)

## 学校行事
修学旅行　5月末頃　　2学年
関東・沖縄・九州の3方面の内の1方面
体育祭　9月中頃　　全学年
各学年ごとにクラス対抗
文化祭　10月頃　　全学年
- 合唱コンクール開催、各学年ごとにクラス対抗
- 吹奏楽部・邦楽部の演奏
- 東館1Fの多目的ホールにて文化部等の作品の展示

## 最寄駅
- JR徳島線:石井駅

## アクセス
JR徳島線 石井駅で下車、西へ200m、踏切を北へ600m。

## 学校周辺
- 石井町役場
- JR石井駅
- 徳島県立名西高等学校
- 石井町有線放送農業協同組合
- フジグラン石井

## 通学区域が隣接している学校
- 石井町立高浦中学校
- 神山町立神山中学校
- 徳島市入田中学校
- 徳島市国府中学校
- 徳島市北井上中学校
- 藍住町立藍住中学校
- 上板町立上板中学校